# 劉強東
刘强东（1973年3月10日—），江苏宿迁人，祖籍湖南湘潭，中国大陆企业家，互联网企业京东集团创始人、董事局主席。据福布斯2019年8月初的数据，刘强东的个人净资产达76亿美元。2020年4月4日之前，刘强东已卸任京东的运营主体——北京京东世纪贸易有限公司法定代表人、执行董事、总经理职务。

## 生平
刘强东祖籍湖南湘潭，祖父辈移居至江苏省宿迁县。刘强东于1973年3月10日或1974年2月14日出生于宿迁的一个普通乡村——光明村，今属宿迁市宿豫区来龙镇。在村镇接受小学和中学教育。1992年，刘强东毕业于宿迁中学，同年考入中国人民大学社會學系。刘强东从大三时就开始写程序赚钱，曾是班里第一个买大哥大的人，大四开餐厅，到毕业时餐厅赔了20多万。
1998年6月18日，刘强东在北京中关村创办了京东公司，最初主营光磁产品，后来开始经营IT连锁店，最后受2003年非典的影响而放弃了扩张连锁店的计划。
2004年，刘强东创办“京东多媒体网”，尝试涉足电子商务领域。
2005年，刘强东关闭零售店面，京东正式转型为一家专业电商公司。
2009年，刘强东再次入学，就读中欧国际工商学院高级管理人员工商管理硕士（EMBA）。
2012年，荣登胡润少壮派富豪榜，排名第八。
2013年，担任第十二届上海市政协委员，同年留学美国哥伦比亚大学。
2014年5月22日，京东集团在美国纳斯达克证券交易所挂牌交易，股票代码为“JD”，发行价19美元。京东本次公开发行共募集17.8亿美元。若以当日收盘价20.90美元计算，京东市值约285亿美元。京东招股书显示，刘强东本人持股比例为18.8%，以此计算刘强东身价高达近60亿美元。同年，刘强东以530亿元的财富位列胡润百富榜第九。
2015年，入围《财富》“全球50位最伟大领导者”。2018年1月，当选第十三届全国政协委员。
在2013年版的《福布斯》中国400富豪榜中刘强东排在第98名。，在2016年版榜单中他上升至第16名
2019年11月7日，刘强东因个人原因请辞第十三届全国政协委员获批。
2020年4月2日，刘强东不再担任京东世纪贸易有限公司法定代表人、执行董事、总经理，由京东零售集团首席执行官徐雷接任。
2022年4月7日，刘强东不再担任京东集团首席执行官，由京东零售集团首席执行官徐雷接任。

## 著作
- 《我的经营模式》刘强东口述，2016年中信出版社[26]
- 《我的创业史》刘强东口述，[27]2017年东方出版社

## 个人生活
“京东”的名称，来自于刘强东自己以及同样毕业于中国人民大学的前女友龚小京（又名“龚晓京”）的名字。他们于2003年分手。
刘强东育有一子，于2006年出生。孩子的母亲是一名未对外公开姓名的女性，刘强东可能与之有过一段婚姻。
2012年7月15日，刘强东在微博上晒出自家阳台上的番茄；11分钟后，京东小家电采销总监庄佳也在微博上晒出一张番茄照。“西红柿门”由此拉开序幕。7月20日，刘强东在一次行业活动上回应称：“西红柿门绝对不是一种营销，是一种无奈。我和庄佳谈恋爱三年了。”后来两人分手。
2013年，刘强东在哥伦比亚大学留学期间与网络红人“奶茶妹妹”章泽天相识。2014年4月7日，在新浪微博上公开承认与章泽天的恋情。2015年1月，刘强东删除示爱微博及章泽天清空微博，在網路上引发了一些疑问。但同年8月8日，刘强东与章泽天登记结婚。10月1日，二人在澳大利亚大堡礁举行了婚礼。
2016年3月18日，刘强东的妻子章泽天在香港生下了一个女儿。
2023年初，媒體報道劉強東有一子誕生。

## 员工兄弟论
刘强东在企业管理过程中，喜欢称员工为兄弟，但在不同时期对兄弟的定义和态度却不同，其言行不一的行为被称作“重新定义兄弟”，引发热议。
2017年11月6日，刘强东在京东金融全球数据探索者大会上发表演讲，表示：“我希望有一天我的兄弟们再不用冒着烈日、寒风、风雪、雾霾对世界的伤害，走在大街上送货”。
2018年5月16日，刘强东在回应京东开除8万名员工时称“永远不会因为技术的迭代更新开除任何一个兄弟”。
2022年11月22日，刘强东发布京东全员信，信中提到：“所有成功都离不开兄弟们的努力和坚持……我一直在思考应该为兄弟们做点什么……不管是外包还是自有的，都是我们的兄弟。”
2023年12月11日，刘强东在京东公司内网发言，对一位运营人员近期发表的长文作出评论，提到：“希望兄弟们绝不躺平”。
2024年5月，刘强东在一次京东管理层会议上直言：“凡是长期业绩不好，从来不拼搏的人，不是我的兄弟。”对所谓兄弟的态度截然改变。

## 性侵指控

### 2015年悉尼派對案
刘强东在澳大利亚牵涉的性侵案令社会关注中国大陆性暴力问题被中国商人带到澳大利亚的现象。
2015年12月26日，刘强东在他自己在澳大利亚悉尼的顶层公寓举行派对。在派对后，一名派对上被灌醉的女性被另一派对客人徐龙伟（音译）带回徐的酒店房间性侵。徐龙伟被判七项罪名成立。刘强东没有被控任何罪行或不当行为。刘强东曾通过律师申请不公布他的身份，理由是可能让他的婚姻和生意受损。法官虽然一开始同意禁止公布可以或倾向可以识别刘身份的任何内容，并随后扩大禁制令到“亿万富翁（billionaire）”和“顶层公寓（penthouse）”两词，但后来推翻了这些命令。媒体随后（2018年7月）公布了他的名字。

### 2018年美国明尼苏达大学
刘强东涉嫌强奸在美国的中国留学生，令社会关注中国大陆强奸问题被带到散播至在外国的中国留学生的现象。
当地时间（UTC−05:00）2018年8月31日晚间，刘强东作为明尼苏达大学工商管理博士课程项目学生赴美期间，因涉嫌“性犯罪行为”被明尼阿波利斯警方拘留，次日下午被释放。京东在新浪微博上发表的官方声明称刘强东遭遇了“不实传言”和“失实指控”、“当地警方调查未发现有任何不当行为”。明尼阿波利斯警察局发言人约翰·艾德则表示：此案仍在调查当中，警方决定不继续拘留他，调查期间刘强东的活动不受限制，甚至可离开美国，因为警方相信必要时可联系到刘强东。据警察局的拘留记录，刘强东的状态为“释放有待正式控告”（released pending complaint）。北京时间9月3日下午，京东确认刘强东已返回中国。根据警方于9月4日公布的一份逮捕后的报告，刘强东的嫌疑罪行是“一级性犯罪强奸既遂”，发生于8月31日凌晨1时。《华尔街日报》援引知情人士称，报案女子为明尼苏达大学中国留学生刘静尧，8月30日晚曾与刘强东及其他十余人在当地一家日本餐厅聚餐。而根据《纽约时报》获取到的法庭文件，共进晚餐的人士包括原中共中央政治局常委贾庆林的女婿李伯潭，以及与习近平的姐夫邓家贵做生意的李华（音）。9月20日，明尼蘇達州亨內平郡檢察官佛利曼表示，明尼阿波利斯警察局已經完成劉強東案的初步调查工作。
根据路透社9月24日的报道，该女學生称自己被灌酒，称饭局为「陷阱」。飯後，她被劉強東拉入車內“动手动脚”，违背其意愿，后一起回女學生的公寓。半夜，她发送微信讯息給友人，控訴劉強東强行发生性行为，她讓友人不要報警，但她联系的一名同学报了警。早上警察来到她公寓时（刘强东依然在场）她没有报案。她发讯息告诉朋友她会保留床單作證據，下午去醫院进行了性侵检查，晚上在學校代表的陪同下打電話報案。警方到達學校辦公室後，劉強東也在深夜來到辦公室。對於報道，劉強東的代理律師发表聲明指出劉強東沒有違反任何法律，所有指控都与证据不符，希望案件结束后将向公众披露这些证据。
而刘强东自称是女方主动邀请他到公寓，还帮他洗澡，两人发生性行为后熟睡。几小时后刘强东醒来发现女方在摆弄手机，二人谈话二十分钟后三名警察到场，这时女方告诉他“整件事是可怕的误会”。
12月21日，明尼阿波利斯市亨内平县检察官办公室公布该案的调查结果，由于“深刻的证据问题”使得刑事指控“极不可能”在排除所有合理怀疑后证实成立，检方决定不起诉刘强东。随后刘强东发微博澄清与致歉，阐明无罪的同时表示自己的行为给自己的家庭、特别是他的妻子造成了巨大的伤害，对此感到十分的自责和后悔。由于担心“再加害”（re-victimize）这名女学生，亨内平县检察官办公室没有提供案件的任何细节，不过刘强东的代理律师吉尔·布里斯博伊斯发表声明描述了部分细节，称刘强东和女方当晚都未喝醉，刘强东的助理和一公寓居民目击了两人亲近时女方未有不情愿，女方邀请刘进入公寓，公寓内的事情系双方自愿，事后女方多次索要钱财被拒。女学生的律师则计划对刘强东发起民事诉讼。2019年7月24日，明尼亚波利斯警察局公布了一份长达149页的档案，其中包括对刘强东问询的录音。
四个月后，女学生于2019年4月在明尼阿波利斯一家法院提起民事诉讼，指控刘强东强奸，并将京东公司列为被告。据路透社报道，原告律师拒绝透露寻求的具体赔偿额，但法院文件显示案件额度超过了50000美元。
2022年6月24日当地时间下午一点，女学生诉刘强东性侵民事诉讼案在明尼阿波利斯进行公开听证会。女学生本人全程出席了庭审。10月2日，该案律师发表声明，称为了避免进一步的诉讼伤害，双方决定消除误会，达成和解。案件原本定于10月3日在明尼苏达州明尼阿波利斯市市中心的亨内平郡地区法院开庭审理。